# Domenico Passignano
Domenico Passignano també Domenico Cresti o Crespi (Passignano, 29 de gener de 1559 - 17 de maig de 1638), va ser un pintor italià del renaixement i de la contramaniera que va sorgir a Florència cap a finals del segle xvi.

## Biografia

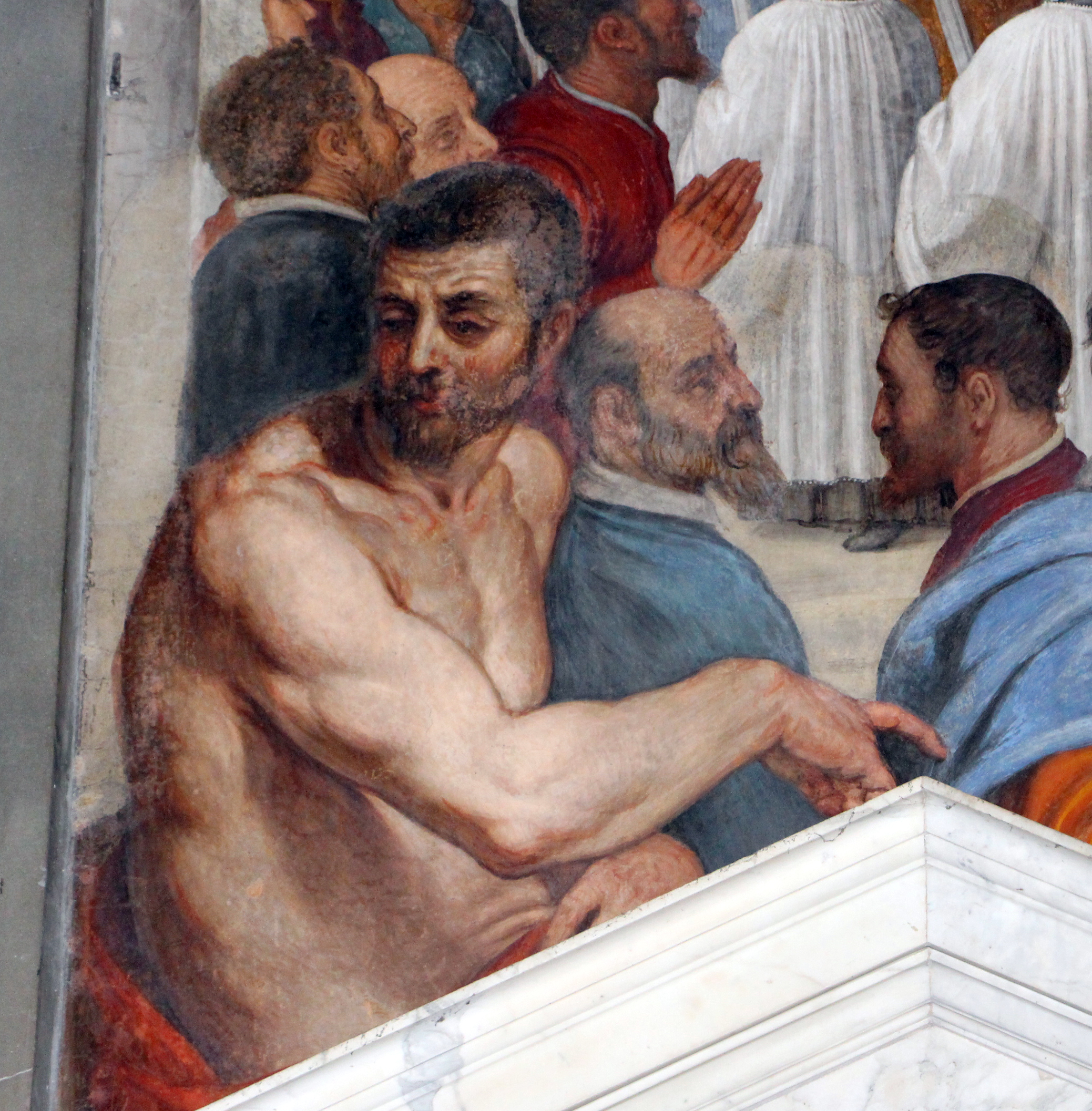
Detall de la pintura Translació del cos de San Antonino Pierozzi.

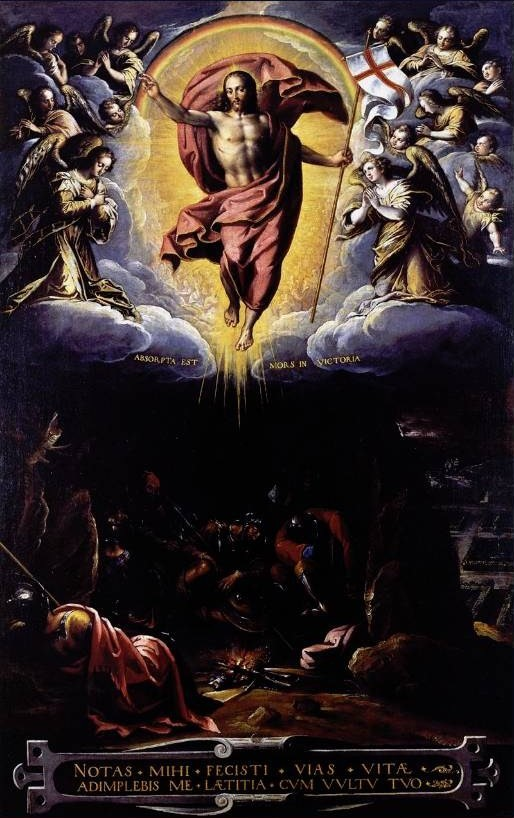
Resurrecció de Crist, Museus Vaticans, Roma.

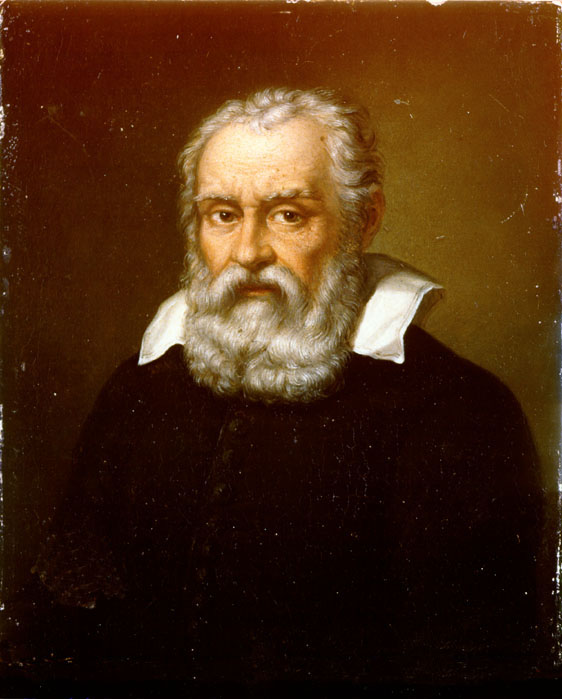
Retrat de Galileo Galilei.

Nascut a la localitat de Passignano, -a uns 30 quilòmetres de Florència- de la que va prendre el nom, només amb nou anys va ser enviat a Florència, on va entrar al taller de Girolamo Macchietti i després al de Giovanni Battista Naldini. Tanmateix, el seu principal mestre va ser Federico Zuccaro, amb qui va col·laborar en la decoració de la cúpula de la catedral de Florència (1575-1579), que Giorgio Vasari havia deixat inconclusa a la seva mort. En virtut d'aquesta formació, el seu estil inicial està plenament imbricat al corrent manierista. Després va acompanyar Zuccaro a Roma (1580) i posteriorment a Venècia (1581-1589), on va ser influït per l'estil dels grans mestres venecians com a Tintoretto, Palma el Jove, Tizià o Paolo Veronese. Gràcies a aquesta enfluència va enriquir notablement al colorit de la seva paleta. Aquest nou colorit va afegir una qualitat atmosfèrica desconeguda fins aleshores en les seves obres.
Va tornar a Florència el 1589 amb motiu de les festes nupcials del nou Gran Duc Ferran I de Mèdici amb Cristina de Lorena, on va participar en l'elaboració de les decoracions d'aquest esdeveniment. Poc després va pintar els frescs de Translació del cos de San Antonino Pierozzi i Funeral de San Antonino Pierozzi (1589) per a la Capella Salviati a San Marco, on s'adverteix un intent d'ajustar-se al gust florentí de l'època. En obres posteriors com la Predicació de Joan Baptista (1590) per a San Michele Visdomini és més evident el seu profund estudi de l'estil venecià, sobretot de Tizià. La influència d'Andrea del Sarto també és important, com en la majoria dels manieristes contemporanis. Va pintar una Nativitat (1594) per a la catedral de Lucca. Altres obres poden ser trobades a les pinturas al fresc per l'església de San Frediano a Pisa, i a la Galleria degli Uffizi. Va pintar també famosos retrats de Galileo Galilei  i Miquel Àngel.
Se'l coneix per pintar amb gran rapidesa, fent servir menys pintura, i així la major part de les seves obres han resultat seriosament danyades per l'acció del temps. El seu dibuix no és d'excepcional qualitat, però les seves composicions són enginyoses i atractives. El color que va aprendre dels venecians el van ajudar a obviar les seves limitacions inicials.
Va ser mestre de nombrosos artistes de la següent generació, com Fabrizio Boschi, Ottavio Vannini, 
Mario Balassi, Cesare Dandini o Simone Pignoni.

## Obres destacades
- Ganímedes (Universitat d'Oklahoma, Museu d'Art)
- Frescs de la Vil·la Medicea (Artimino) 
  - Al·legoria de Castedat
  - Al·legoria de la Fidelitat
  - Octavià i Lívia
- Dànae i la pluja d'or (c. 1588-95, Palau Pitti, Florència)
- Frescs de la Capella Salviati (1589, Museu Nacional de San Marco, Florència) 
  - Funeral de San Antonino Pierozzi
  - Translació del cos de San Antonino Pierozzi
- Banquet de les Noces del Gran Duc Ferran I de Médici (1590)
- Predicació del Baptista (1590, San Michele Visdomini, Florència)
- Nativitat (1594, Catedral de Lucca)
- Retrat de Francesco de Medici (1596, Acadèmia de Belles Arts de Florència)
- Autoretrat (c. 1600-10, Corredor Vasariano, Galleria degli Uffizi, Florència)
- Banys de San Niccolò (1600, col·lecció privada)
- Crist crucificat i Verge de la Misericòrdia (1601, Arciconfraternita della Misericòrdia, Liorna)
- Elecció de Giovanni Manetto com a general dels servites (1602, Musée Ingres, Montauban)
- Resurrecció de Crist (Museus Vaticans, Roma)
- Frescs de San Andrea della Valle (Roma)
- Sant Lluc pintant a la Mare de Déu(Galleria degli Uffizi, Florència)